# Patene
Patene és un gènere extint de marsupial sud-americà que visqué des de l'Eocè inferior fins a l'Oligocè inferior, fa entre 27,3 i 56 milions d'anys. Se n'han trobat restes fòssils a l'Argentina, el Brasil i el Perú.